# Дамская страница

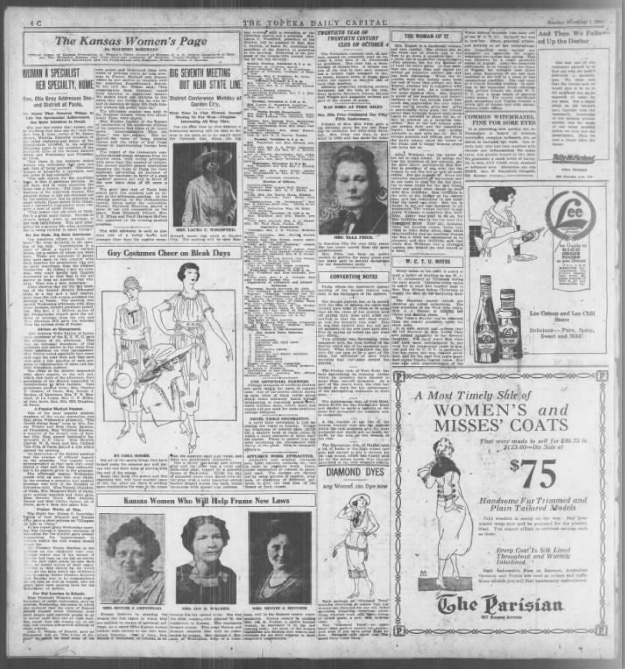
Раздел «Дамская страница Канзаса» в Topeka Daily Capital в 1920 году.

Дамская страница (иногда называемая домашней страницей или женским разделом, англ. Women's page) — ранее существовавший вид раздела газеты, посвящённый освещению новостей, которые, как предполагалось, представляют интерес для женщин. Дамские страницы зародились в XIX веке как светские страницы и в конечном итоге превратились в тематические разделы в 1970-х годах. Несмотря на то, что большую часть этого периода их критиковали, они оказали значительное влияние на журналистику и сообщество.

## История

### Ранние дамские страницы

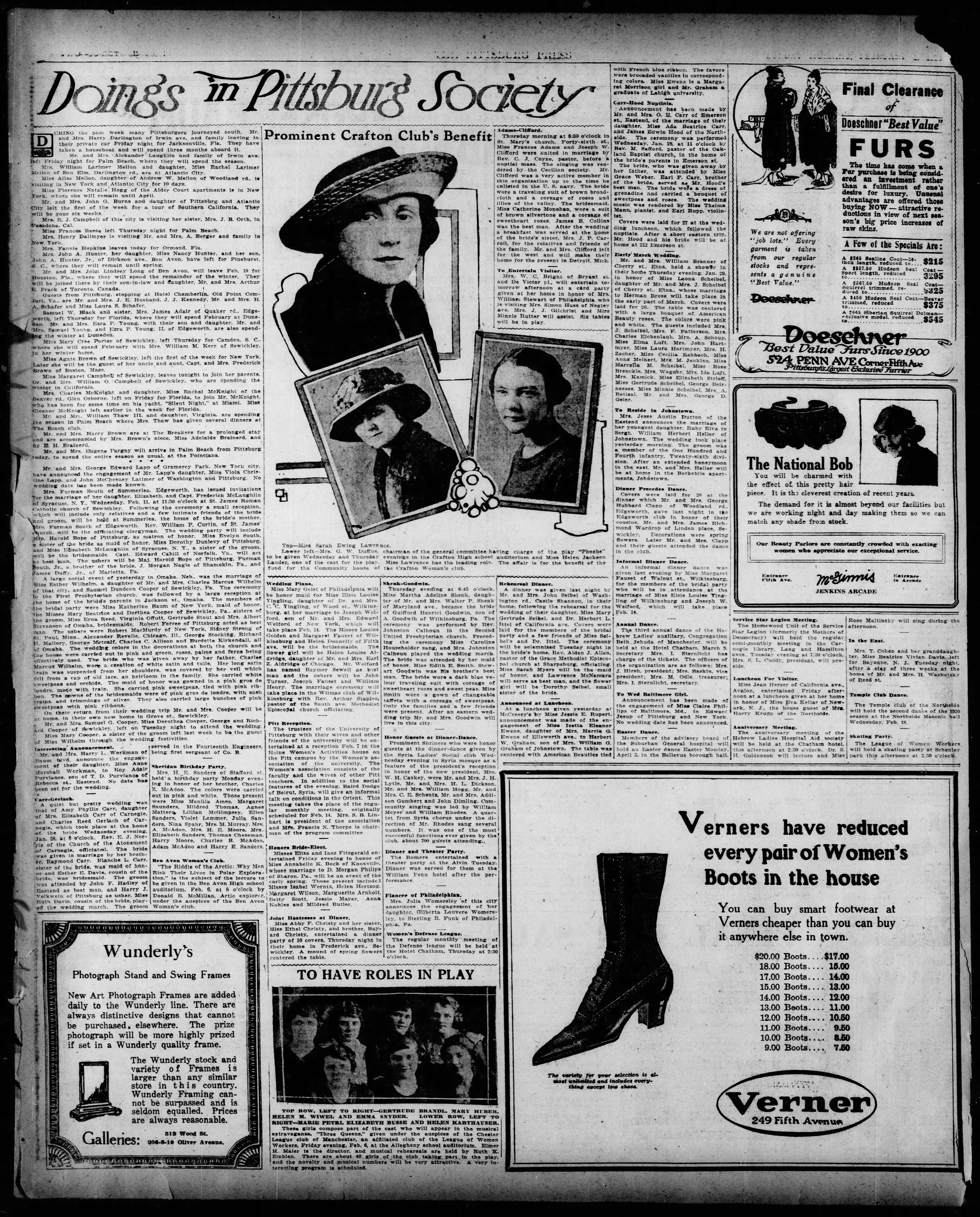
«Дела в Питтсбургском обществе», общественная страница The Pittsburg Press, 1 февраля 1920 г.

В 1835 году издатель New York Herald Джеймс Гордон Беннетт-младший создал первую светскую газетную страницу. В последние два десятилетия века «пёстрый набор» историй, предположительно представляющих интерес для женщин, стали собирать в одном разделе газет Великобритании, Канады и США:142.
В 1880-х и 1890-х годах издатели газет, такие как Джозеф Пулитцер, начали развивать разделы своих изданий, чтобы привлечь читательниц:1:38, которые представляли интерес для рекламодателей:5. Индустриализация резко увеличила количество фирменных потребительских товаров, и рекламодатели признали, что в первую очередь именно женщины принимают решения о покупках для своих домохозяйств:5:32. Реклама в дамских разделах была сосредоточена на универмагах:38. Владельцы газет конкурировали за читательниц, увеличивавших продажи по подписке :32. Историк новостей Джеральд Балдасти говорил, что «для газетной индустрии женское обаяние было чисто финансовым»:126.
Разделы были посвящены «четырем F» — семье, еде, мебели и моде (англ. family, food, furniture, fashion), а также светским новостям, советам и колонкам рецептов:1. Большинство женщин, о которых шла речь на дамских страницах, были жёнами, дочерьми или невестами известных мужчин:40. Для работы в этих разделах газеты также нанимали обычно женщин:1.
Популяризация дамских страниц совпала с первой волной феминизма:10. Медиа-исследовательница Дастин Харп не нашла доказательств того, что женщины того времени относились к дамским разделам иначе, чем положительно, поскольку они давали редкую возможность для самовыражения, но также предположила, что феминистки могли относиться к ним со смешанными чувствами, поскольку разделы также укрепляли стереотипы :10.
К 1886 году в New York World появились колонки, ориентированные на женщин:39. К 1891 году в воскресных выпусках появилась страница, посвящённая моде и обществу:39. К 1894 году в ежедневных выпусках появилась страница с заголовком «Для женщин и о женщинах» :39.
К 1900 году во многих столичных газетах появился дамский раздел, посвящённый обществу и моде:42.
К 1920 году журналистика дамских страниц, которую иногда называют «журналистикой домашних страниц», преподавалась в колледжах:39. Ещё в 1949 году на лекциях по ведению дамского раздела в Колумбийском университете преподавали, что новости о «кризисах, катастрофах, трагедиях» должны размещаться на первых полосах, а внутренние страницы должны быть «как внутри дома», и что журналистки должны вносить свой вклад, сосредоточившись в дамских разделах на полезных, поднимающих настроение темах:39–40. По словам исследователя СМИ Яна Уитта, подразумевалось, что только журналисты-мужчины могли понять тяжёлые новости и писать о них:40.
Журналисток, работавших в дамском отделе, не только не пускали в работу в других отделах, но и часто очерняли журналисты-мужчины. Их рабочие места звались «курятником»:40. На протяжении десятилетий большинство журналисток работали в дамских отделах:viii.

#### В России
В России в XIX веке существовали дамские журналы, изначально элитарные, но к началу XX века включившие в свою аудиторию представительниц разных классов. Они были сосредоточены на красоте, моде, потреблении. В первом десятилетии XX века появились отдельные журналы для работниц и для феминисток, в отличие от предшествующих изданий они были больше сосредоточены на политической борьбе, нежели на социальных явлениях. Примеры ранних дамских журналов — «Ворт», «Домашняя портниха», «Парижанка», «Женский мир», «Дамский мир», «Бельё и вышивки», «Моды для всех». Перечисленные издания сложно разделить по социальной или политической тематике, для того же «Дамского мира» изначально была более характерна светская хроника, но потом в нём появились материалы о реализации гендерного равноправия.

### Вторая мировая война
Как и во многих других областях, журналистские возможности американок резко изменились во время Второй мировой войны:41. Многие мужчины бросили работу, чтобы отправиться на войну, а женщин привлекли к выполнению тех работ, которые до войны были доступны только мужчинам:41. От многих женщин требовалось подписать отказ, соглашение уйти с этой работы после окончания войны, но во время войны журналистки развили свои навыки и интересы, включая освещение важных новостей, и они вернулись на свои прежние должности с этими новыми знаниями:5–6. Многих, таких как Дороти Джурни, попросили обучить мужчин, заменивших их, прежде чем их вернули в дамскую секцию:41. Главный редактор сказал Джурни, что она не стала кандидатом на должность городского редактора потому, что она женщина:5.

### После войны
В годы после Второй мировой войны многие журналистки и редакторы дамских страниц, многие из которых освещали важные новости во время войны, пытались изменить направленность своих разделов, чтобы освещать существенные, важные новости, представляющие интерес для женщин:41. Медиа-исследовательница Кимберли Уилмот Восс сказала об этом периоде, что дамские разделы «стали самостоятельными»:vii. Они становились больше и охватывали все более прогрессивный контент, но «восприятие этих разделов как ерундовых продолжалось годами»:vii.
После 1960 года тенденция сохранилась, и некоторые разделы газет освещали истории, которые не освещались в разделах новостей, например, разоблачения окружных детских домов, истории о домашнем насилии:42, репродуктивных правах:119 и других важных темах. Мари Андерсон из Miami Herald добилась того, что её раздел прекратил освещение светской хроники. Под её руководством раздел выиграл так много премий Пенни-Миссури в 1960-х годах, что газету попросили отказаться от участия в конкурсе. Эти тенденции развивали небольшие столичные газеты, такие как Herald, Dallas Times-Herald и Detroit Free Press:42–43. Многие крупные американские издания не спешили следовать за ними:42–43, включая New York Times, дамский раздел которой до 1971 года назывался «Еда, мода, мебель и семья».

### Награды Джей Си Пенни-Миссури
В США премия Пенни-Миссури (премия Миссури в области журналистики образа жизни) была самой престижной наградой за написание и редактирование дамских страниц:3; она же была единственным общенациональным признанием женской журналистики. Награды были учреждены в 1960 году для признания дамских разделов с прогрессивным содержанием:34, освещавших не только новости общества, клубов и моды, но и другие истории. Их часто называли Пулитцером женской журналистики в то время, когда содержание большинства дамских страниц не рассматривалось в других престижных журналистских наградах:32.
Вручение наград каждый год сопровождалось семинарами, которые побуждали женщин-редакторов страниц сосредоточиться на более существенных, прогрессивных вопросах:34. Основная докладчица 1966 года Марджори Паксон сказала присутствующим: «Пришло время нам начать публиковать неприятные новости на (наших страницах). Пришло время взять на себя ответственность за информирование наших читателей»:119. Поскольку в то время женщин не принимали в Общество профессиональных журналистов, эти семинары представляли собой важную возможность для налаживания связей, которая иначе была бы недоступна для журналисток :34.
Роджер Стрейтматтер, автор научного журнала «История журналистики», считает, что награды помогли изменить журналистику дамских страниц с традиционных типов освещения в сторону более содержательных историй.

### Женское движение
Вторая волна феминизма в 1960-х и 1970-х годах совпала с движением газет по замене дамских страниц разделами о моде и образе жизни. В то время как редакторы дамских страниц настаивали на том, чтобы их руководство позволяло им освещать вопросы, важные для женщин, многие феминистки критиковали саму идею «женских» новостей, утверждая, что новости, важные для женщин, должны освещаться в основном разделе журнала, и что выделение женских новостей в специальный раздел маргинализировало эти новости и косвенно указывало на то, что остальная часть газеты предназначена для мужчин:11. Они считали, что так называемые «дамские секции» должны быть ликвидированы:38.
Многие редакторы дамских страниц считали себя частью или сторонниками женского движения и гордились своей ролью в освещении тем, важных для читательниц:41. Во многих газетах женское движение освещалось только в дамском отделе. Объявление 1965 года о создании Национальной организации женщин располагалось между статьей о Saks Fifth Avenue и рецептом начинки из индейки:45.
Дамские страницы того времени обвиняли в том, что они разговаривают с женщинами свысока. В редакционной статье Glamour 1971 года был задан вопрос: «Что сделал для вас в последнее время редактор вашей дамской страницы?» и дан ответ: разделы низвели женщин до традиционных ролей:12.
В 1978 году социолог Синтия Фукс Эпштейн утверждала, что новости о женском движении не относятся к дамскому разделу, потому что «просто появляясь там, истории поддерживают статус-кво, сообщая и мужчинам, и женщинам, что новости о женском движении не стоят всеобщего беспокойства»:46. В том же году Харви Молоч писал, что новости — это «по сути, мужчины, разговаривающие с мужчинами. Дамские страницы являются преднамеренным исключением: здесь женщины, работающие на мужчин, разговаривают с женщинами. Но что касается важной информации… женщины обычно не присутствуют»:47.
По словам исследовательницы средств массовой информации Восс, аргумент о том, что если бы дамские страницы были упразднены, новости, важные для женщин, оказались бы на первых полосах, оказался неверным, и вместо этого большая часть новостей при ликвидации разделов просто переставала появляться в газетах:163.
Ещё в 1993 году исследователь средств массовой информации М. Джуниор Бридж обнаружил, что количество упоминаний женщин на первой полосе New York Times возросло только до 13 % упоминаемых имен по сравнению с 5 % в 1989 году:49. Исполнительный редактор Times Макс Франкель отреагировал на объявление об этом исследовании, предположив, что на первой полосе появилось бы больше женщин, если бы первая полоса «освещала местные сорта чая»:49.

### Тематические разделы
В 1969 году The Washington Post под руководством Бена Брэдли заменила дамскую страницу «Для женщин и о женщинах»:160 разделом «Стиль», призванным привлечь более широкую аудиторию:1. В следующем году Los Angeles Times последовала их примеру с «View»:1 и вскоре столичные газеты по всей территории США перестали публиковать дамские разделы в пользу разделов, посвящённых «образу жизни»:2. По словам Харпа, это стало рождением современных разделов об образе жизни:1. Новости общества из этих разделов практически исчезли, а объявления о свадьбах и клубные новости стали второстепенными разделами большинства газет.
Во многих случаях редакторы, которые руководили женскими разделами, были понижены в должности, а редакторы-мужчины были назначены для управления разделами с новыми функциями:48. Паксон дважды прошла через это, когда две разные газеты упразднили свои дамские разделы, в которых она была редактором, понизили её в должности и наняли мужчину в качестве редактора статей:44.

### Возобновление дамских разделов
В конце 1980-х некоторые газеты вновь открыли разделы, специально предназначенные для привлечения читательниц:2.The Chicago Tribune назвала свой раздел «WomanNews»:2. Ещё в 2006 году этот раздел включался в раздел об образе жизни «Темп» по средам.

## Влияние
Дамские разделы, хотя и маргинализированные другими журналистами и членами женского движения, внесли большой вклад в жизнь своих сообществ. Работая с местными женскими клубами — ещё одной группой, которую часто очерняют:51 — некоторые дамские разделы выявили проблемы сообщества и помогли разработать решения:viii-ix. Дамские разделы в некоторых городских районах сыграли важную роль в создании социальных программ и библиотек:viii. В речи 1960-х годов Мари Андерсон сказала журналистам дамских страниц: «Будьте источником мотивации в своем сообществе. Если в вашем городе что-то не делается, обратите на это внимание»:9. Редакторы клубов во многих мегаполисах проводили семинары, чтобы научить лидеров местных клубов создавать и описывать проекты, которые сделают их работу достойной освещения в печати. Журналисты призвали членов клуба сначала взяться за работу, заслуживающую освещения в печати, а затем написать пресс-релизы, полезные для отбора и развития сюжетов. Эта работа побудила женские клубы обновить свои программы, в результате чего женские клубы, ранее бывшие в основном социальными группами, стали выполнять значимую работу:51–58.
Некоторые редакторы дамских страниц разработали инклюзивную политику, зачастую раньше, чем это сделали другие разделы газеты. В 1962 году газета «Майами геральд» опубликовала серию портретов чернокожих жителей, «задолго до того, как первые страницы газеты обратились к проблеме социального неравенства»:11. Эди Грин из Fort Lauderdale News публиковала фотографии чернокожих невест до того, как так стали делать в большинстве газет:11. В 1968 году Theta Sigma Phi пригласила редактора Ebony Пончитту Пирс написать статью для публикации в профессиональной ассоциации Matrix о включении чернокожих женщин в дамские страницы:14.
К 1960-м годам многие столичные дамские страницы освещали социальные вопросы, которые обычно не освещались в новостных разделах:3. Женские страницы в некоторых газетах освещали насилие в семье, Поправку о равных правах, аборты, сифилис, женские тюрьмы, проституцию, растление малолетних и другие вопросы до того, как это стали делать новостные разделы их газет:3, 11.
Медиа-исследовательница Джули Голиа пришла к выводу, что журналистика дамских страниц была «отвергнута современниками и учёными как однородная чепуха» и «долгое время неправильно понималась, потому что никто не проводил углублённого многолетнего анализа содержания и эволюции»:20.
Восс пришла к выводу, что дамские страницы помогли изменить газетную индустрию:21.